# Nagroda IIFA za Całokształt Twórczości
Nagroda IIFA za Całokształt Twórczości - laureaci nominowani przez znakomitości kina bollywoodzkiego w Indiach wybierani są drogą internetowa przez widzów. Nagrody są wręczane na uroczystości poza granicami Indii. 
| Rok  | Osoba                                   |
| ---- | --------------------------------------- |
| 2000 | Lata Mangeshkar                         |
| 2001 | Shammi Kapoor i Waheeda Rehman i        |
| 2002 | Sadhana Bose                            |
| 2003 |                                         |
| 2004 | Yash Johar, Dilip Kumar i Om Puri       |
| 2005 | Shabana Azmi i V. K. Murthy             |
| 2006 | O. P. Dutta, K. K. Mahajan, Asha Parekh |
| 2007 | Dharmendra i Deepa Mehta                |